# Carl Erik Carlstedt
Carl Erik Anders Carlstedt, född 3 maj 1917 i Almundsryds församling, Kronobergs län, död 13 maj 2008 i Ekerö församling, Stockholms län, var en svensk väg- och vattenbyggnadsingenjör.
Carlstedt, som var son till pastor Carl Carlstedt och Stina Linderholm, avlade studentexamen i Halmstad 1937 och utexaminerades från Chalmers tekniska högskola 1943. Han var konstruktionschef vid Bygg-Oleba Olle Engkvist AB från 1947 och redaktör för tidskriften "Byggmästaren" 1960–1967. Han var medarbetare i handböckerna Bygg och Betong samt i uppslagsverken Focus och Fakta.